# Engelimyia bosqi
Engelimyia bosqi är en tvåvingeart som först beskrevs av Blanchard 1939.  Engelimyia bosqi ingår i släktet Engelimyia och familjen köttflugor. Inga underarter finns listade i Catalogue of Life.